# Geografia fisica
La geografia fisica è una parte dello studio della geografia che si occupa dello studio delle caratteristiche fisiche della Terra e dei processi naturali che avvengono nell'atmosfera, nella geosfera e nell'idrosfera.

## Descrizione

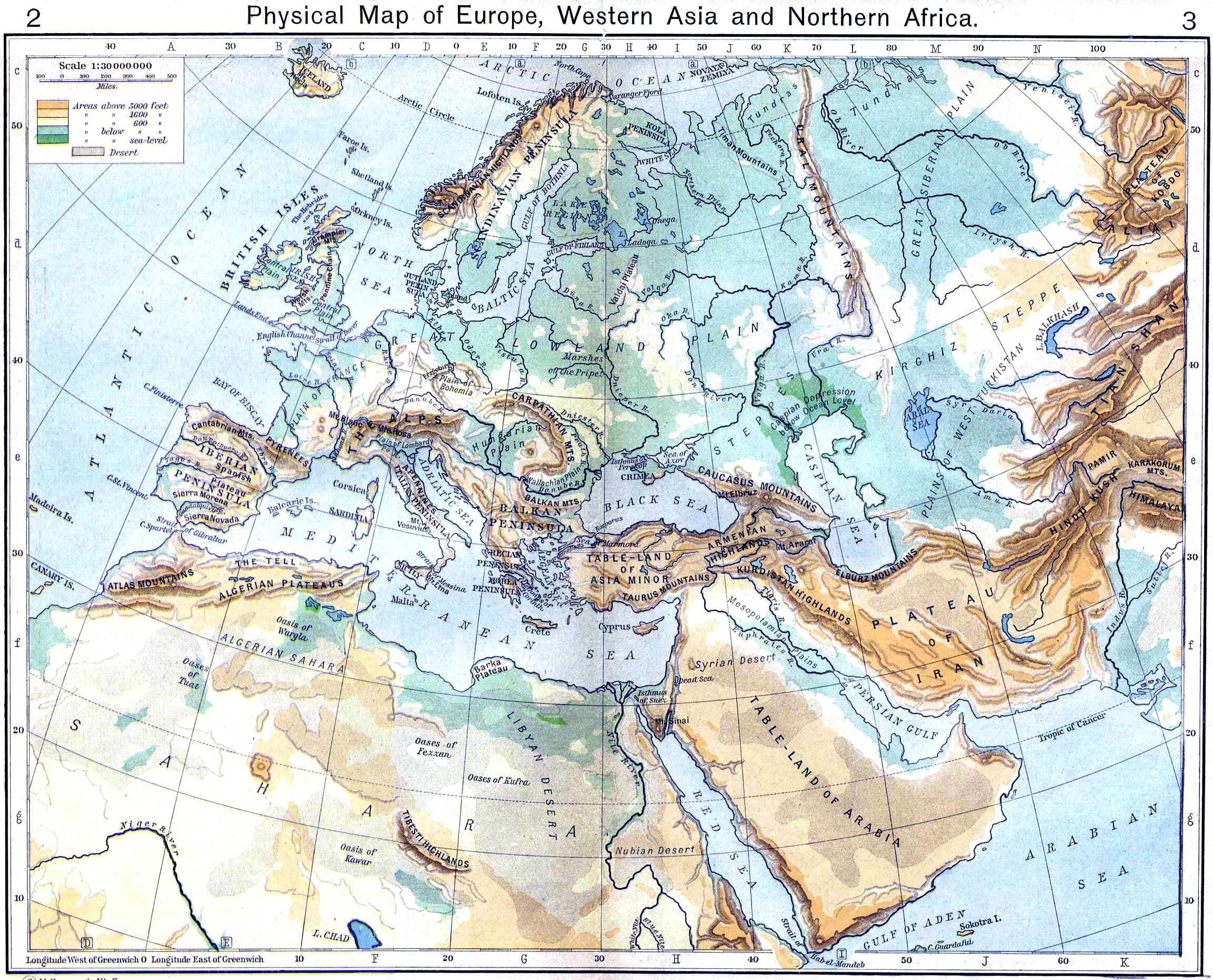
Carte della geografia fisica di Europa, nord-Africa e Asia occidentale.

La geografia fisica appartiene dunque alla categoria delle scienze della Terra e fa uso della geologia per capire l'origine e l'evoluzione delle superfici, della biologia per comprendere la distribuzione della flora e della fauna, della matematica e della fisica per capire il movimento della Terra in relazione agli altri corpi del sistema solare.
La superficie della Terra non è uniforme e varia da luogo a luogo a seconda dell'interazione dinamica tra i fattori geografici, insieme ad altri fattori. La manifestazione locale di questo processo dinamico è conosciuta come paesaggio, che è un fenomeno geografico di particolare interesse ed è considerato da molti come l'oggetto di studio della geografia fisica (Otto Schlüter, Passarge Siegfried, Leo Waibel, Jean Brunes, Carl Sauer, ed altri).
L'evoluzione del paesaggio è il prodotto della dinamica della superficie terrestre e si esplicita nel cosiddetto ciclo geografico, secondo le teoria di William Morris Davis.
Il ciclo geografico inizia con i processi geologici di sollevamento e di emersione delle terre (faglie, vulcanismo, sconvolgimenti tettonici, ecc.). Il deflusso delle acque determina poi la creazione di fiumi, ed i processi di erosione iniziano a scavare valli di montagna a forma di V (questa fase è chiamata "gioventù"). In questa prima fase del ciclo geografico il terreno è estremamente ripido ed irregolare. Col passare del tempo, nelle catene montuose si sviluppano vallate sempre più ampie ("maturità"), e col procedere dell'erosione solo le montagne più alte restano visibili ("senescenza"). Tutti i materiali erosi vanno a depositarsi ad una quota la più bassa possibile (chiamata "livello di base") a formare il cosiddetto penepiano, ossia una superficie di riempimento quasi piatta che può diventare pianura (se a livello del mare) o essere considerata altopiano.
La formazione del paesaggio è influenzata da fattori sia biotici che abiotici, che possono essere classificati in quattro gruppi:
- Fattori geografici: sono fattori abiotici esogeni, quali il rilievo, il suolo, il clima e il ciclo delle acque superficiali. Questi favoriscono l'erosione grazie all'azione concomitante di altri fattori,  quali la pressione atmosferica, la temperatura, i venti (derivanti dal clima), l'azione dei fiumi e quella dei mari (derivanti dalle acque superficiali), la modellazione dei ghiacciai (derivante dal rilievo e dal clima).
- Fattori biotici: L'effetto di fattori biotici in rilievo generalmente si oppone al processo di modellazione, soprattutto se si considera la vegetazione. Tuttavia ci sono alcuni animali che sono funzionali al processo di erosione, come le capre.
- Fattori geologici: i movimenti delle placche tettoniche, il diastrofismo, l'orogenesi e il vulcanesimo sono processi costruttivi di origine endogena che possono interrompere il ciclo della modellazione geografica.
- Fattori umani: le attività dell'uomo sul paesaggio sono svariate e difficilmente classificabili. Esse possono favorire l'erosione oppure ostacolarla, è molto difficile generalizzare.

Anche se i fattori che partecipano alla dinamica del ciclo geografico, e quindi modificano la superficie terrestre, sono tanti, i fattori geografici possono contribuire solamente al ciclo di sviluppo dell'erosione ed alla sua meta ultima, il penepiano. Il resto dei fattori (biologici, geologici e sociali), invece, interrompono o disturbano il normale sviluppo del ciclo.

## Suddivisioni della geografia fisica

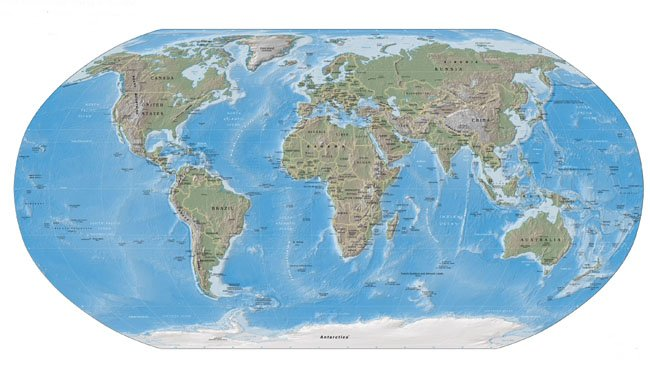
Carta fisica della terra.

La geografia fisica si suddivide in:
- biogeografia, che studia la distribuzione delle specie viventi;
- climatologia, che esamina il clima ed i fenomeni atmosferici;
- geodesia, che si occupa di misurare e rappresentare la Terra;
- geografia ambientale, che analizza i rapporti intercorrenti fra ambiente naturale e società umane;
- geografia astronomica, che studia il movimento della Terra in relazione agli altri corpi del Sistema solare;
- geografia litorale, che ha come oggetto di studio le coste;
- geomorfologia, che prende in esame la forma della Terra e come questa forma ha avuto origine;
- glaciologia, che prende in esame i ghiacciai;
- idrologia e idrografia, che hanno come oggetto di studio le acque e la rappresentazione della loro distribuzione sul territorio;
- oceanografia, che studia i mari;
- orografia, che prende in esame i rilievi montuosi;
- paleogeografia, che ha lo scopo di cercare di ricostruire la geografia delle ere passate;
- pedologia, che studia i suoli.